# Alberto Goulart de Medeiros
Alberto Goulart de Medeiros (Horta, Matriz, 10 de Novembro de 1863 — Madalena, Madalena, 11 de Maio de 1945) foi um médico naval e político português.

## Biografia
Filho de Manuel Francisco de Medeiros, Bacharel formado em Medicina, e de sua mulher Maria Alexandrina Goulart, última Senhora ou Administradora do Morgado dos Goulart, no Faial, Açores, e irmão de Manuel Goulart de Medeiros e Augusto Goulart de Medeiros. Ligado ao Partido Progressista, do qual seu pai era o Chefe na Horta, entre outras funções, foi Governador Civil do Distrito Autónomo da Horta. Foi tio-avô do conhecido maestro António Victorino de Almeida.
Começou por tirar o curso de farmacêutico de 1.ª classe (1888) e em 1891 terminava o curso de médico-cirurgião na Escola Médico-Cirúrgica do Porto. Cursou, ainda, bacteriologia no Instituto Bacteriológico de Câmara Pestana de Lisboa (1902) e medicina sanitária.
Com o posto de 2.º tenente ingressou na Marinha de Guerra Portuguesa em 13 de Agosto de 1891, tendo feito diversas estações e campanhas no Ultramar: na Guiné e Cabo Verde em 1892 e 1893, tendo então prestado relevante serviço no combate à epidemia do Cólera que grassava em Cabo Verde; no Brasil, em 1894, notável acção desenvolveu no combate à febre amarela. Ainda nesse mesmo ano fez estações em Moçambique e Angola durando esta até 1897, e por lá fez a campanha de Marracuene.
De 1898 a 1900 estacionou novamente em Cabo Verde e na Guiné Portuguesa de 1907 a 1908, e tomou parte na grande campanha contra os Papeis e outros indígenas, como director dos Serviços de Hospital de Sangue. Para além destas estações, esteve também em muitas outras comissões de serviço.
Foi médico do iate real D. Amélia e, durante alguns anos, director do Serviço de Bacteriologia no Hospital da Marinha, em Lisboa.
Já na reforma, com o posto de capitão-tenente, recebeu condecorações várias: medalha de Campanha em Moçambique (1894-95), Medalha de Campanha na Guiné (1908), grau de cavaleiro da Ordem de São Tiago, comendador da Ordem de Avis, Medalha da Rainha D. Amélia, Medalha de Bom Comportamento e Medalha da Cruz Vermelha (Louvor e Mérito).
Depois de reformado regressou à sua ilha de origem, a ilha do Faial. Porque já por aí era conhecida a sua competência – lá fizera clínica quando em serviço numa das canhoneiras que, por esses tempos, estacionavam no porto da Horta – e porque prontamente acudia sempre às chamadas, em breve período a clínica conquistou a ilha. Era o médico do rico e o generoso médico do pobre. A charrette da mula branca, em permanente serviço – a comodidade do automóvel ainda não chegara à ilha – não parava.
Dotado de uma resistência física invulgar e sempre de mal com o medo, nunca faltou a sua presença nas crises graves. Grande foi o seu valimento quando da peste epidémica e estupendo quando da mortífera gripe de 1918.
Foi Governador Civil do Distrito Autónomo da Horta no governo de Sidónio Pais.

Veio a falecer na ilha do Pico, onde fixara residência, a 11 de Maio de 1945.